# Gulklint
Gulklint (Centaurea macrocephala) är en vacker storväxt blomma i familjen korgblommiga växter.
Blomman är flerårig och blommar med 7-10 cm stora, gula blomkorgar på en kraftig stjälk. Blomningen sker från juni till september. Den är vildväxande på subalpina gräsmarker i Kaukasus och Armenien.
I Norge odlas den som trädgårdsväxt och är en vanlig perenn. Den föredrar näringsrik och gärna något lerhaltig jord. Om jorden är lerhaltig tål den torka bättre. Plantan trivs bäst i sol till lätt skugga och är mycket populär bland humlor och bin.
Gulklint är lämplig både som snittblomma och som torkad eternell. Den används ofta som solitärplanta i trädgården och är härdig.

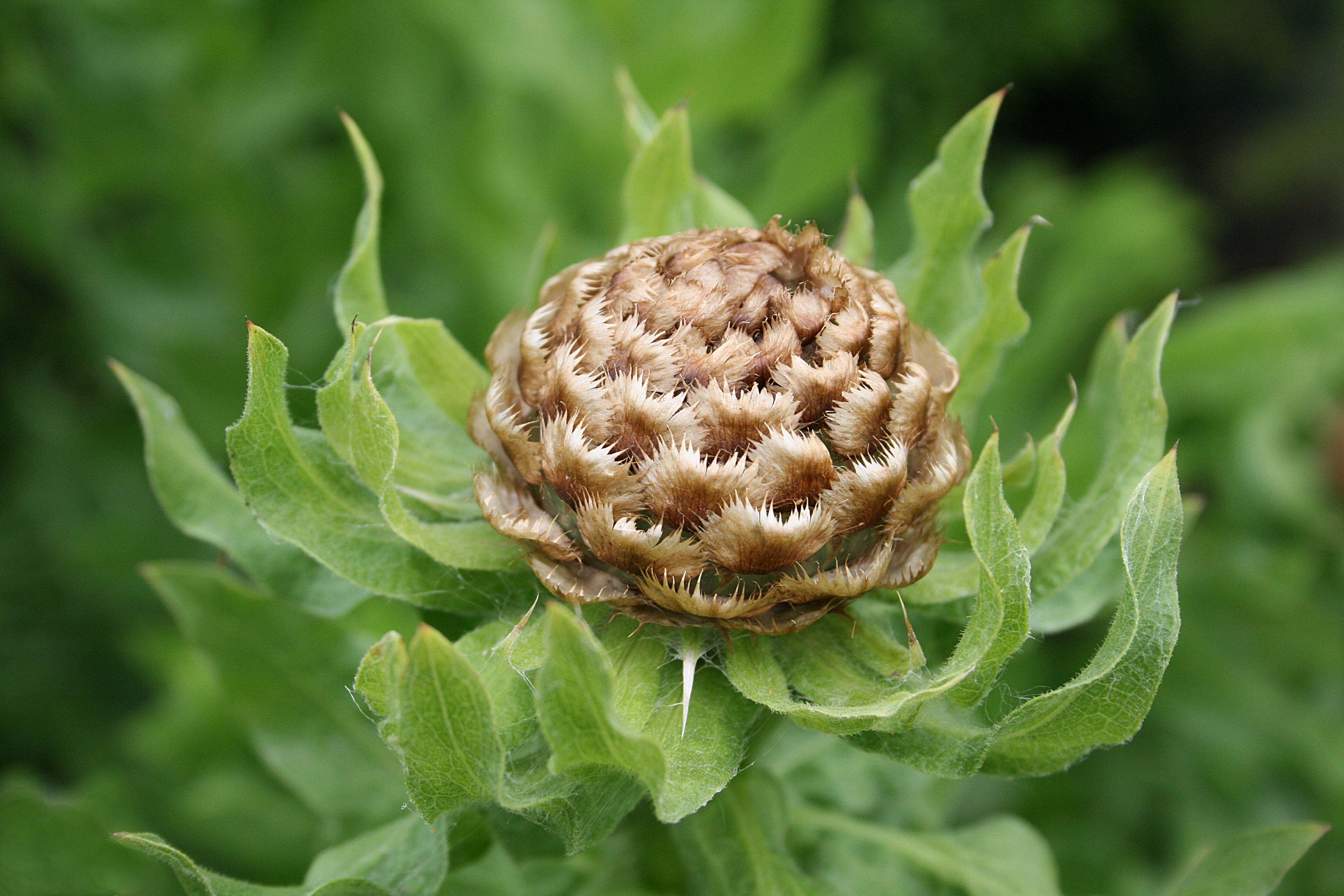
Gulklint